# Новая Зеландия на летних Олимпийских играх 1984
Новая Зеландия принимала участие в Летних Олимпийских играх 1984 года в Лос-Анджелесе (США) в семнадцатый раз за свою историю, и завоевала восемь золотых, одну серебряную и две бронзовые медали. Сборную страны представляли 32 женщины.

## 01!Золото
- Каноэ, мужчины — Иэн Фергюсон.
- Каноэ, мужчины — Алан Томпсон.
- Каноэ, мужчины — Иэн Фергюсон и Пол Макдональд.
- Каноэ, мужчины — Иэн Фергюсон, Алан Томпсон, Грант Брэмуэлл и Пол Макдональд.
- Конный спорт, мужчины — Марк Тодд.
- Парусный спорт, мужчины — Руссель Кутс.
- Парусный спорт, мужчины — Rex Sellers и Chris Timms.
- Гребля, мужчины — Шейн О’Брайен, Лес О’Коннелл, Конрад Робертсон и Кит Траск.

## 02!Серебро
- Бокс, мужчины — Кевин Бэрри.

## 03!Бронза
- Парусный спорт, мужчины — Брюс Кендалл.
- Гребля, мужчины — Бретт Холлистер, Кевин Лотон, Барри Мабботт, Дон Саймон и Росс Тонг.

## Результаты соревнований

### Академическая гребля
В следующий раунд из каждого заезда проходили несколько лучших экипажей (в зависимости от дисциплины). В финал A выходили 6 сильнейших экипажей, ещё 6 экипажей, выбывших в полуфинале, распределяли места в малом финале B.
Мужчины
| Соревнование | Спортсмены              | Предварительный заезд | Предварительный заезд | Предварительный заезд | Отборочный заезд | Отборочный заезд | Отборочный заезд | Полуфинал | Полуфинал | Полуфинал | Финал   | Финал   | Итоговое место |
| Соревнование | Спортсмены              | Заезд                 | Время                 | Место                 | Заезд            | Время            | Место            | Заезд     | Время     | Место     | Время   | Место   | Итоговое место |
| ------------ | ----------------------- | --------------------- | --------------------- | --------------------- | ---------------- | ---------------- | ---------------- | --------- | --------- | --------- | ------- | ------- | -------------- |
| одиночки     | Гэри Рид                | 2                     | 7:27,10               | 2                     | 1                | 7:26,12          | 2 Q              | 1         | 7:34,15   | 5         | Финал B | Финал B | 7              |
| одиночки     | Гэри Рид                | 2                     | 7:27,10               | 2                     | 1                | 7:26,12          | 2 Q              | 1         | 7:34,15   | 5         | 7:22,63 | 1       | 7              |
| двойки       | Джефф Хоран Аллан Хоран | 3                     | 7:05,44               | 2 Q                   | не участвовали   | не участвовали   | не участвовали   | 1         | 7:02,89   | 4 QB      | Финал B | Финал B | 9              |
| двойки       | Джефф Хоран Аллан Хоран | 3                     | 7:05,44               | 2 Q                   | не участвовали   | не участвовали   | не участвовали   | 1         | 7:02,89   | 4 QB      | 7:04,00 | 3       | 9              |